# Strange-Gletscher
Der Strange-Gletscher ist ein Gletscher an der Orville-Küste des Palmerlands auf der Antarktischen Halbinsel. In den Latady Mountains fließt er entlang der Südseite des Crain Ridge in südöstlicher Richtung zum Gardner Inlet, das er zwischen der Schmitt Mesa und Mount Austin erreicht.
Der United States Geological Survey kartierte ihn anhand eigener Vermessungen und Luftaufnahmen der United States Navy aus den Jahren von 1961 bis 1967. Das Advisory Committee on Antarctic Names benannte ihn 1968 nach Donald Lee Strange, Hospital Corpsman auf der Amundsen-Scott-Südpolstation im Jahr 1964.